# Pteroptochos tarnii
Pteroptochos tarnii là một loài chim trong họ Rhinocryptidae.